# Ninh Văn Phan
Ninh Văn Phan (1908-1980) là một nhà cách mạng và chính khách Việt Nam. Ông là Đại biểu Quốc hội khóa I của nước Việt Nam Dân chủ Cộng hòa, từng giữ chức Phó Chủ tịch Ủy ban cách mạng lâm thời tỉnh Bắc Giang.

## Thân thế
Ông sinh ngày 10 tháng 3 năm 1908 tại thôn Song Khê, xã Chí Minh, huyện Yên Dũng, phủ Lạng Giang (nay là xã Song Khê, thành phố Bắc Giang), tỉnh Bắc Giang). Thân phụ ông là cụ đồ Ninh Văn Khanh, anh ruột ông là Ninh Văn Lượng, đều là những thành viên đầu tiên của Việt Nam Quốc dân Đảng.

## Cuộc đời và sự nghiệp
Sau khi học hết bậc sơ học tại tỉnh lỵ Phủ Lạng Thương, ông học tiếp trung học tại Hà Nội. Năm 1925 ông tham gia phong trào đấu tranh đòi thả nhà chí sỹ cách mạng yêu nước Phan Bội Châu và để tang cụ Phan Chu Trinh. Sau khi bị đuổi học, ông theo nhà cách mạng Hoàng Đình Rong hoạt động ở Nước Hai, (Cao Bằng). Từ đó, ông đi theo con đường nhà cách mạng chuyên nghiệp theo chủ nghĩa vô sản khác với cha và anh mình.
Sau một thời gian hoạt động ở Cao Bằng, ông được cử sang Trung Quốc học tập và hoạt động, đến tháng 6 năm 1928 ông gia nhập Việt Nam Thanh niên Cách mạng Đồng chí Hội. Về nước hoạt động đến tháng 10 năm 1929 ông bị Pháp bắt đày đi Côn Đảo. Tháng 11 năm 1930, ông gia nhập Đảng Cộng sản Đông Dương tại nhà tù Côn Đảo.
Tháng 9 năm 1939, ông được trả tự do. Ra tù, ông về quê nhà bí mật liên lạc với tổ chức tiếp tục hoạt động cách mạng. Tháng 11 năm 1940, ông lại bị chính quyền thực dân Pháp bắt và giam giữ tại nhà tù Bắc Giang cho tới tháng 4 năm 1942.
Cuối năm 1943, ông tiếp tục hoạt động bí mật tại các huyện Yên Dũng, Việt Yên, Lạng Giang, âm thầm xây dựng lực lượng vũ trang chờ thời cơ.
Tháng 7 năm 1945, ông chỉ huy tự vệ xã Song Khê (có 10 người và với 01 khẩu súng lục) đã đột nhập đồn Đức La và kho thóc của đồn điền ĐrôMonpera cướp được 7 khẩu súng trường. Sau đó, đội vũ trang của ông phối hợp với cảnh vệ Cảnh Thụy chiếm quyền kiểm soát huyện Yên Dũng, tước 23 khẩu súng trường.
Đoạn lấy đồn Đức La: sau khi nhận chỉ đạo từ ông Hồ Công Dự, ông Trần Văn Biều dẫn thêm 2 người dùng mưu lừa bắt 1 lính gác cổng, 1 tên chạy vào bên trong sau đã ra hàng. có thể ông Ninh Văn Phan đến tiếp viện và lực lượng 10 người chỉ lấy 7 khẩu súng trường. Số súng ở huyện Yên Dùng sau còn cho vào quang ghánh mang về Hùng Lãm.
Ngày 17 tháng 8 năm 1945, ông lãnh đạo phong trào Việt Minh giành chính quyền ở Bắc Giang. Ngày 22 tháng 8 năm 1945, ông được cử làm Phó Chủ tịch ủy ban cách mạng lâm thời tỉnh Bắc Giang. Ở cương vị này ông đã giữ vững được chủ trương hòa hoãn với đội quân của Tưởng Giới Thạch vào giải giáp quân Nhật tại Bắc Giang.
Trong Kháng chiến chống Pháp và sau 1954, ông đảm trách nhiều chức vụ khác nhau như:
- Giám đốc Hoa Kiều vụ Liên khu Việt Bắc.
- Đại diện Tổng cục Hậu cần của quân đội Việt Nam tại thành phố Nam Ninh (Trung Quốc).
- Trưởng phòng các nước XHCN của Ủy ban Liên lạc Văn hóa với nước ngoài cho đến khi nghỉ hưu.

Ông mất ngày 9 tháng 8 năm 1980 tại Hà Nội.